# Kokkedal Sogn
Kokkedal Sogn er et sogn i Fredensborg Provsti (Helsingør Stift).
Kokkedal Kirke blev indviet i 1982, og Kokkedal Sogn blev udskilt fra Hørsholm Sogn i 1989.
I sognet findes følgende autoriserede stednavne:
- Breelte (bebyggelse)
- Kokkedal (bebyggelse)
- Mikkelborg (bebyggelse, ejerlav)
- Vallerød (bebyggelse, ejerlav)